# 浏阳文庙
28°08′49″N 113°37′42″E / 28.14685°N 113.62840°E
浏阳文庙是位于中华人民共和国湖南省浏阳市的一座孔廟，位于浏阳市淮川街道圭斋路81号浏阳市第一中学校内，为清式建筑。现存完整，南北朝向，占地面积6000多平方米。该建筑群属仿曲阜孔庙的宫殿式古建筑群，也是全国重点文物保护单位之一，拥有“江南第一文庙”的美称:617。

## 沿革
浏阳文庙由县令杨时始建于北宋时期；明朝弘治十八年（1505年）迁至县城西隅，历代皆有修葺，清朝嘉庆二十三年（1818年），浏阳文庙搬迁到现在的地址。道光二十三年（1843年），浏阳文庙重建。
1926年，中国共产党浏阳县委员会在文庙成立，潘心元当选为首任县委书记。后来的浏阳县第一中学也在文庙内办学:678。
1983年，湖南省人民政府公布文庙为省级文物保护单位，并规定其保护范围为文庙建筑东、西、北三向至其外墙基外30米处，南至圭斋路的部分。1991年，文庙转变为浏阳市博物馆。
2013年，国务院将其列入全国重点文物保护单位。2014年，被浏阳市旅游局评选为“浏阳新八景”之一。浏阳文庙的祭孔古乐更于2008年被湖南省人民政府列入“省级非物质文化遗产名录”，2014年登入中华人民共和国第四批国家级非物质文化遗产代表性项目名录。

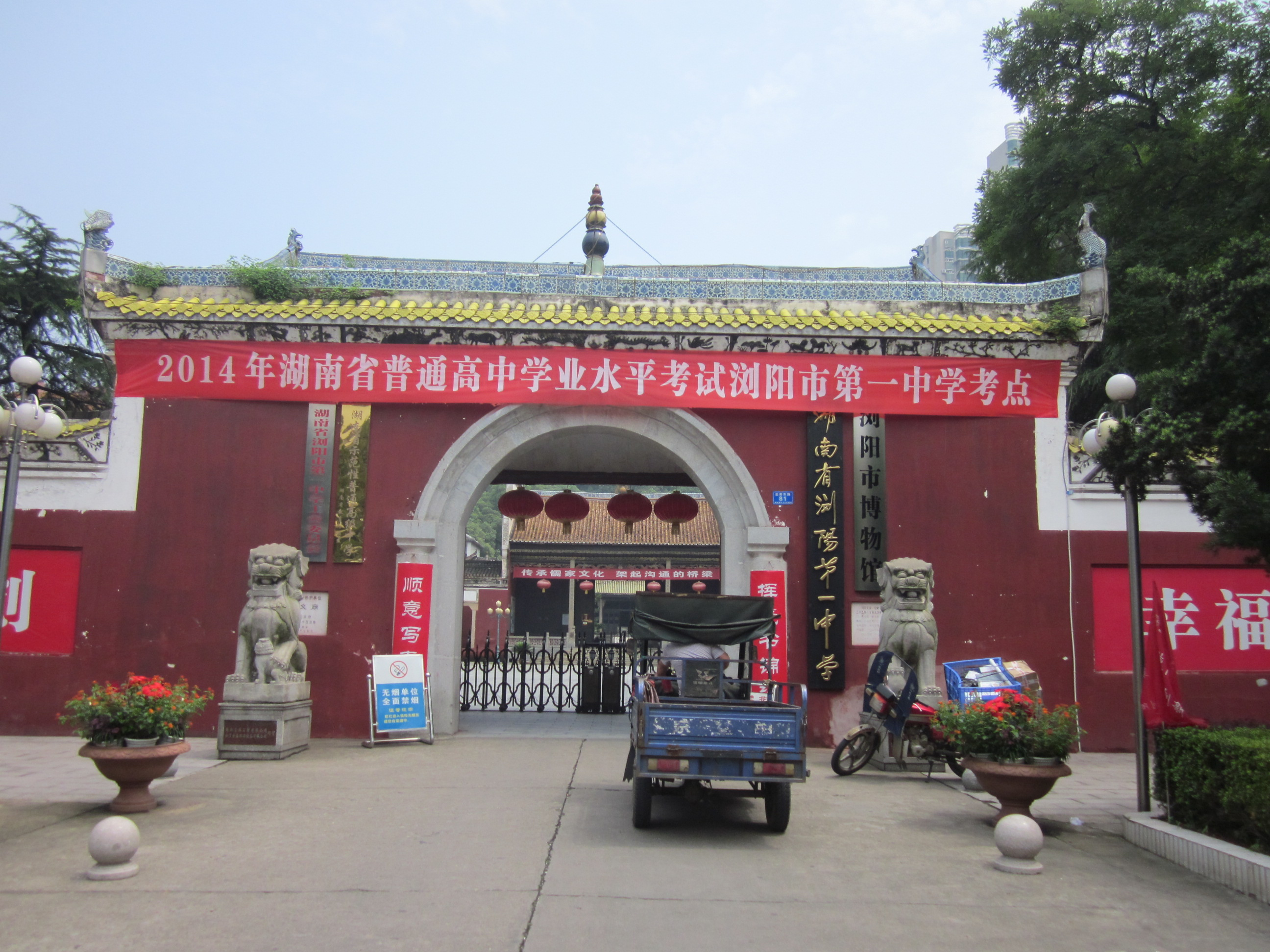
大门
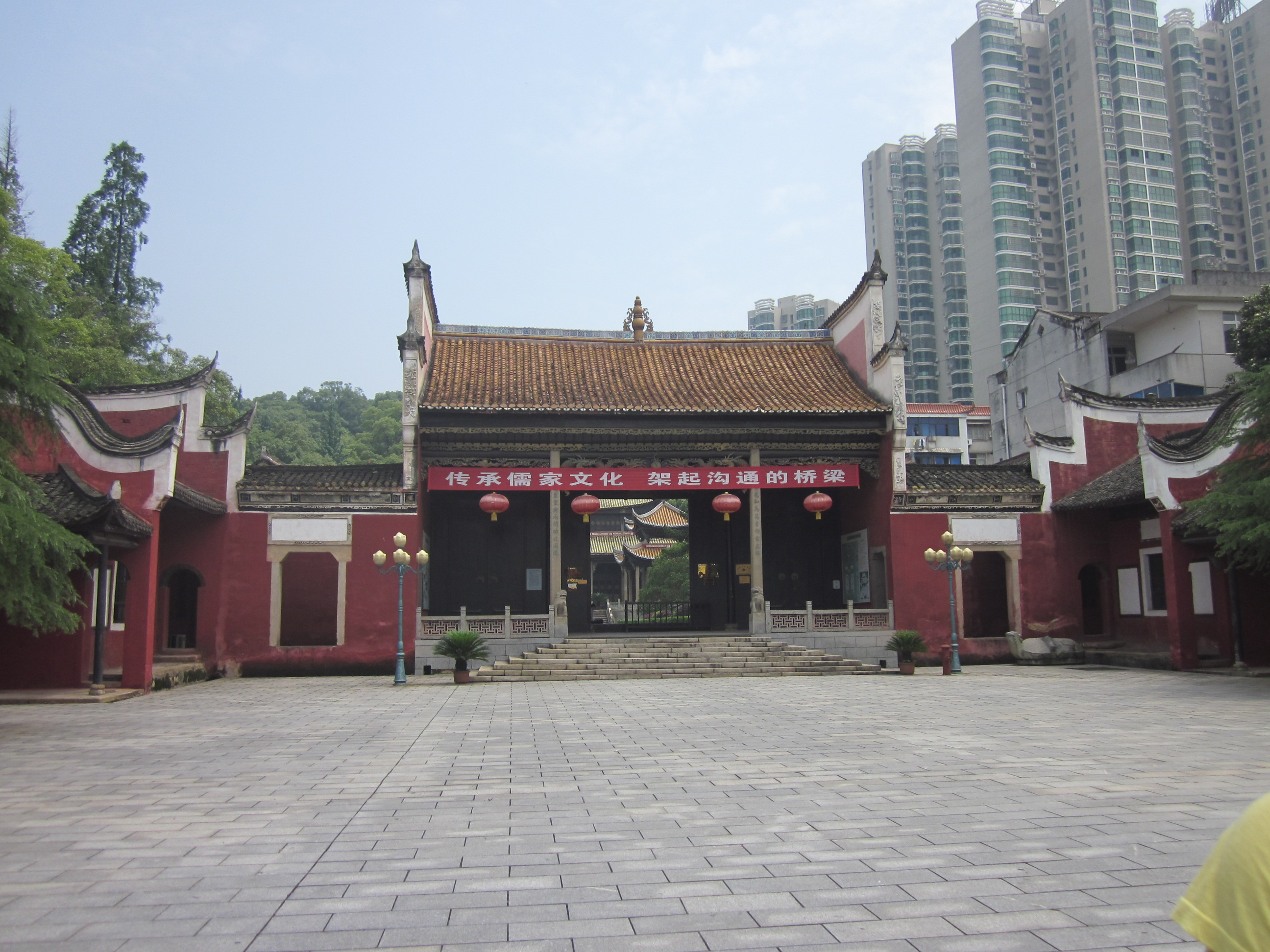
大成门
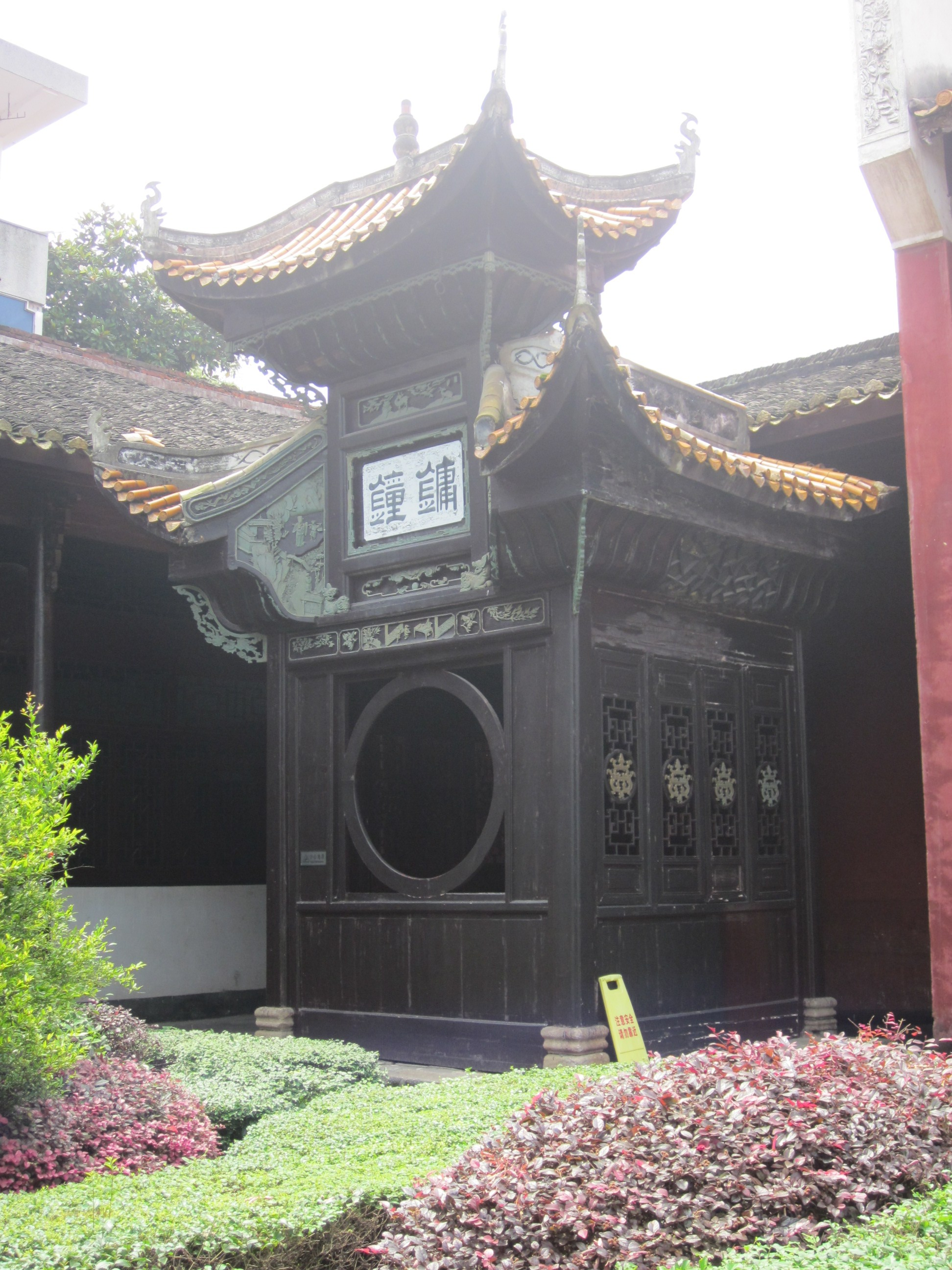
钟亭
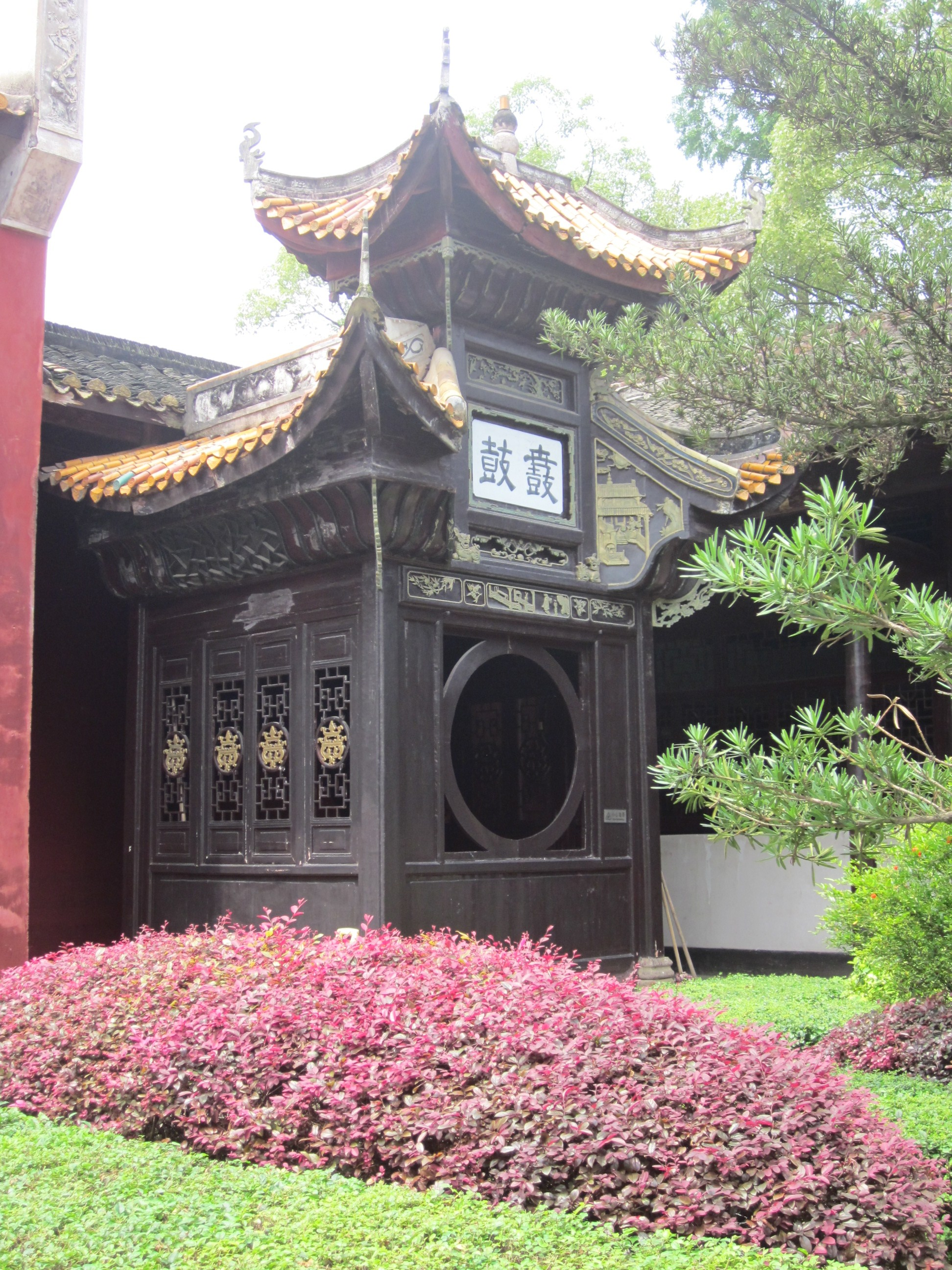
鼓亭